# Charlot Magayi
Charlot Magayi, née vers 1993, est une conceptrice de poêles kenyanne, militante pour le climat et lauréate du prix Earthshot en 2022. Elle et sa société Mukuru Stove ont reçu un million de livres pour développer leur idée lors d'une cérémonie à Boston, Massachusetts.

## Biographie

### Enfance, éducation et débuts
Magayi grandit dans les bidonvilles de Mukuru à Nairobi. Elle devient orpheline à l'âge de dix ans. Quand elle a seize ans et encore à l'école, elle donne naissance à sa fille. Elle quitte l'école pour subvenir à ses besoins et à ceux de sa fille et elle se met à vendre du charbon de bois utilisé localement pour la cuisine. Les fumées du charbon de bois l'affectent, elle et sa fille, et elles ont à plusieurs reprises des infections des voies respiratoires. La fille de Magayi se fait brûler par leur poêle à charbon quand elle a deux ans. Magayi retourne à l'école pour adultes et apprend la science de la combustion des carburants et des polluants. On estime, vers 2022, que le charbon de bois et le bois sont utilisés pour cuisiner par 950 millions de personnes en Afrique subsaharienne et que vers 2050, ce nombre pourrait atteindre 1,6 milliard. Ces sources sont fortement polluantes.

### Carrière
Magayi fonde Mukuru Stoves en 2017, qu'elle nomme d'après le bidonville où ils vivaient. Le réchaud qu'elle conçoit se vend à un prix abordable de 10 $, réduit la pollution de 10 % par rapport à la cuisson traditionnelle et utilise beaucoup moins de charbon de bois.

## Prix et récompenses
En 2018, elle remporte la deuxième place de SDGs and Her organisé par ONU Femmes. La gagnante est la société tanzanienne WomenChoice Industries qui appartient à Lucy Odiwa.
En 2019 elle est finaliste de l'Africa Women Innovation & Entrepreneurship Forum Awards
Le 2 décembre 2022, elle annonce comme l'une des cinq lauréates du prix Earthshot, qui met à sa disposition un million de livres sterling pour développer son idée et réduire les émissions de la cuisine. Son poêle actuel brûle de la biomasse, mais elle déclare qu'elle prévoyait de créer un modèle amélioré qui fonctionnerait à l'éthanol.
Magayi et son entreprise ne sont pas les seuls Kenyans impliqués dans le prix Earthshot; un autre gagnant est la société suédoise Roam avec son véhicule électrique Clean Our Air qui a des liens avec le Kenya.